# Jordan Vale
Jordan Vale (nascut el 15 de gener de 1994) és un futbolista neozelandès que actualment juga per l'Auckland City com a centrecampista.

## Trajectòria per club
Vale inicià la seva trajectòria futbolística juvenil el 1999 amb el Lynn-Avon United. Del 2000 al 2008 va jugar amb l'Oratia United i a partir del 2009 va començar a jugar amb el Waitakere City, amb el qual hi jugà fins al 2012.
A partir del juliol de 2009 Vale va passar a jugar amb el Waitakere United. Des d'aleshores juga amb el Waitakere City en els mesos d'hivern i amb el Waitakere United en els mesos d'estiu. Ha jugat en un total de 9 partits pel club des del 2009, un dels quals en la Lliga de Campions.
A partir del 2013, després d'un any jugant per a la Universitat de Syracusa, va retornar-se'n a Nova Zelanda per a jugar amb l'Auckland City.

## Trajectòria internacional
Ha jugat amb la selecció neozelandesa sub-17 en dues competicions: en el Campionat Sub-17 de l'OFC de 2011 i en la Copa del Món de Futbol Sub-17 de 2011.
El gener de 2011 es va jugar a Nova Zelanda el Campionat Sub-17 de l'OFC, i en aquest Vale jugà en quatre partits en els que marcà dos gols. Va jugar en els partits contra Vanuatu (5–1), Fiji (1–0), Samoa Nord-americana (4–0) i en la final contra Tahití (2–0). D'aquests partits, Vale va ser dels marcadors en els partits contra Vanuatu i Fiji.
El juny de 2011 Vale va formar part de la selecció sub-17 que se n'anà a Mèxic per a jugar en la Copa del Món de Futbol Sub-17 de 2011. Juntament amb Stephen Carmichael va ser un dels dos únics neozelandesos en marcar en la competició. Vale va jugar en els partits contra l'Uzbekistan (4–1), la República Txeca (0–1), els Estats Units (0–0) i el Japó (0–6).

## Palmarès
- Campionat Sub-17 de l'OFC (1): 2011.
- Campionat de Futbol de Nova Zelanda (3): 2009-10, 2010-11, 2011-12.